# Ахмед III
Ахме́д III (осман. آحمد ثالث‎ / Âhmed-i sâlis, тур. Üçüncü Ahmet), (30 декабря 1673, Хаджиоглу-Пазарджик, Силистра, Османская империя — 1 июля 1736, Топкапы, Стамбул, Румелия, Османская империя) — султан Османской империи, правивший в 1703—1730 годах.

## Биография
Сын султана Мехмеда IV и Эметуллах Рабии Гюльнуш-султан. Брат султана Мустафы II, вступил на престол после его свержения. Оказывал поддержку Крымскому ханству в его противостоянии российским войскам. В 1709 г. предоставил убежище шведскому королю Карлу XII, разбитому под Полтавой, причем вести о поражении шведов произвели на османское правительство сильное впечатление. В 1710 г. началась война Османской империи с Россией. В ходе Прутского похода 1711 г. надежды Петра I на помощь со стороны балканских христиан не оправдались, и российская армия, попав в окружение, была принуждена к сдаче. Был заключен Прутский мир, по которому Россия уступала Османской империи Азов. Кроме того, русским пришлось уничтожить блокированную азовскую эскадру, за исключением 4 боевых кораблей, которые российское правительство сумело выгодно продать туркам.
В 1715 г. Османская империя начала войну с Венецией и сравнительно легко оккупировала Морею. Австрия, как гарант Карловицкого мира, в 1716 г. вступила с Османским государством в войну. Австрийские войска под командованием Евгения Савойского нанесли противнику ряд поражений (при Петроварадине, 5 августа 1716, в 1717 г. при Белграде) и взяли в 1717 г. Белград. Война закончилась 21 июля 1718 г. Пожаревацким договором, согласно которому Османская империя уступала Австрии Северную Сербию с Белградом, Банат, Северную Боснию и Малую Валахию, но сохраняла завоеванную у Венеции Морею.
Правительство Ахмеда III приняло меры по преодолению становившегося все более очевидным отставания Османской империи от европейских держав. Так, по указанию султана во Францию было отправлено посольство, от которого требовалось изучить устройство французского государства, его достижения в области науки и культуры, ознакомиться с бытом французов. Прибыв во Францию в 1720 году, османское посольство в течение двух лет собирало необходимую информацию, плоды этой кропотливой работы были изложены в труде «Сефарет-наме», ставшем впоследствии весьма популярным в среде османской знати. В этом докладе, составленном главой посольства Мехмедом эфенди, подчеркивалось значение достигнутых Францией высот в области культуры и науки, военного дела, что сразу привлекло внимание руководства Османской империи. Описание быта европейцев, приведенное в «Сефарет-наме», пробудило интерес османского общества к европейской роскоши, в частности, благодаря ему в Османской империи стало модным разведение тюльпанов. Вскоре популярность этого цветка стала настолько велика, что время царствования Ахмеда III стали называть «эпохой тюльпанов». Это время отмечено повышением грамотности населения империи, переводами на османский язык многих научных трудов, чему способствовал великий визирь Ибрагим-паша, а кроме того возникновением и развитием книгопечатания на османском языке. Последнее достижение было плодом деятельности двух убежденных сторонников просвещения: Мехмеда Сайда, которому довелось в составе османского посольства побывать во Франции и приобрести там важные сведения о типографском деле, и Ибрагима Мутеферрика. Благодаря усилиям этих османских первопечатников, пользовавшихся одобрением и поддержкой со стороны великого визиря и султана, была основана первая в стране типография, а 31 января 1729 года отпечатана тиражом в 1000 экземпляров первая печатная книга на османском языке.
В 1720-е Османская империя воспользовалась смутой в Иране (Ирагу Аджем) в связи со вторжением туда афганцев и захватила значительные территории в Закавказье и Западном Иране, но затем турки потерпели поражение от персидского шаха Ашрафа. Слухи об этом поражении стали поводом к восстанию населения Константинополя, недовольного высокими налогами и коррупцией. К этому восстанию присоединились янычары, что привело к свержению Ахмеда III.

## Семья
Жёны
- Эметуллах Бану Кадын-эфенди[7]
- Михришах Кадын-эфенди (ум. ок. 1732)[8]
- Рабиа Шерми Кадын-эфенди (1722/1723[9] или 1732[4])
- Фатьма Хюмашах Кадын-эфенди (ум. 1742)
- Хатидже Кадын-эфенди (ум. 1712)
- Хатем Кадын-эфенди (ум. 1772)[10]
- Мусли Кадын-эфенди (ум. 1749)[11]
- Рукие Кадын-эфенди
- Зейнеб Кадын-эфенди (ум. 1757)[12]
- Айше Бехри Кадын-эфенди
- Гюльнуш Кадын-эфенди
- Хюснишах Кадын-эфенди (ум. 1733/1734[13])
- Шахин Кадын-эфенди (ум. 1732/1733)[14]
- Уммюгюльсюм Кадын-эфенди (ум. 1768)

Сыновья
- шехзаде Мехмед (1 марта 1697 — 3 июня 1703)
- шехзаде Мехмед (24 ноября или 24 октября[15] 1705 — 30 июля 1706)[15]
- шехзаде Иса (23 февраля — 24 мая 1706)[16]
- шехзаде Али (18 июня — 12 сентября 1706)
- шехзаде Селим (17 сентября 1707[17] или 29 августа 1706 — 25 апреля 1708)[17]
- шехзаде Мурад (17 ноября 1707—1707)
- шехзаде Мурад (25 января — 1 апреля 1708)[18]
- шехзаде Абдулмеджид (12 декабря 1709 — 18 марта 1710)
- шехзаде Абдулмелек (12 декабря 1709 — 7 марта 1711)
- шехзаде Сулейман (25 августа 1710 — 11 октября 1732; мать — Эмине Михришах-султан[8])[19]
- шехзаде Мехмед (8 октября 1712 — 15 июля 1713)[15]
- шехзаде Селим (21 марта 1715 — 21 февраля 1718[17]; мать — Хатем Кадын-эфенди)
- шехзаде Мехмед (2 января 1717 — казнён 22 декабря[15] 2 января или 1756)[15]
- Мустафа III (28 января[11] 1717 — 21 января 1774; мать — Эмине Михришах-султан[8])
- шехзаде Баязид (4 октября 1718 — 24 января 1771; мать — Эмине Михришах-султан)
- шехзаде Абдулла (18—19 декабря 1719)
- шехзаде Ибрагим (12 сентября 1720 — 16 марта 1721)[16]
- шехзаде Нуман (22 февраля 1723 — 29 декабря 1764)
- Абдул-Хамид I (20 марта 1725 — 7 апреля 1789; мать — Рабия Шерми-султан)
- шехзаде Сейфеддин (3 февраля 1728—1732/1733)[17]
- шехзаде Махмуд (ум. 22 декабря 1756)
- шехзаде Хасан

Дочери
- Фатьма-султан (22 сентября 1704 — 3 января 1733; мать — Айше Бехри Кадын-эфенди[20]) — с 14 апреля 1709 года была замужем за великим визирем Шехит Али-пашой (1667 — 5 августа 1716); с 20 февраля 1717 года была замужем за великим визирем Невшехирли Ибрагимом-пашой, от которого родила двоих дочерей и сына: Фатьма (ум. 1765), Хибетуллах (ум. 1774) и Мехмед (март 1723—1737/1738[21])[22].
- Хатидже-султан (21 января 1707 — 1 января 1708[23])
- Рукие-султан (22 апреля — август 1707)[24]
- Зейнеб-султан (11 февраля — 15 октября 1708)[12]
- Уммюгюльсюм-султан (11 февраля 1708 — 1732) — была замужем за Ахмед-беем, сыном Черкес Османа-паши; с 6 января 1724 года была замужем за Невшехерли Али-пашой (ум. октябрь 1730), от которого родила сыновей Хафыз Мехмеда (ум. 1763) и Хаджи Мустафу (1725/1726[25] — 1780)[26].
- Зейнеб-султан (5 января — июль 1710)[12]
- Хатидже-султан (27 сентября 1710[23] — в младенчестве)
- Атике-султан (февраль 1712—1737/1738) — с 6 марта 1724 года была замужем за Генч Мехмедом-пашой (16 июня 1768)[20].
- Рукие-султан (7 марта 1712 — 1 октября или 2 декабря[24] 1714)[24]
- Салиха-султан (21 марта 1715 — 11 октября 1778; мать — Хатем Кадын-эфенди[10]) — с мая 1728 года была замужем за Сары Мустафой-пашой (ум. 1731), сыном Дели Хюсейна-паши, от которого родила сына Ахмеда (ум. январь 1773) и дочерей Фатьму[27] (р. 1730) и Хатидже; с 1736 года была замужем за Гюлеч Сархош Али-пашой (ум. май 1744); с 21 марта 1758 года была замужем за великим визирем Рагып Мехмедом-пашой (1699 — 8 апреля 1763); с мая 1764 года была замужем за капуданом Туршу Мехмедом-пашой (ум. 1770). У Салихи также было двое дочерей, Айше (ум. 1754) и Эмине (ум. сентябрь 1813[7]), однако кто именно был их отцом неизвестно[28].
- Айше-султан (11 октября 1715 или декабрь 1718[29] — 9 июля 1775; мать — Мусли Кадын-эфенди) — с 1727 года была замужем за великими визирем Кундураджизаде Мехмедом-пашой (ум. 1737), от которого родила дочь Рукие, умершую в детстве; с 1740 года была замужем за Гюль Ратыбом Ахмедом-пашой (ум. 8 ноября 1748); с 16 января 1758 года была замужем за Силахтаром Мехмедом-пашой (4 сентября 1710 — сентябрь 1788), от которого родила дочь Рукие (ум. 1789[24])[29].
- Фердане-султан (1718[22])
- Хатидже-султан (27 сентября 1710 — 1738) — с 1724 года была обручена с великим визирем Хафыз Ахмедом-пашой (ум. декабрь 1735); с 6 марта 1724 года была замужем за Али-пашой; была замужем за Халилем-агой, от которого имела сына Сулеймана (ум. апрель 1755)[23].
- Эмметуллах-султан (1719)[7]
- Эмине-султан (1719/1720[7])
- Рабия-султан (19 ноября/октября[9] 1719—1721/1722)[9]
- Уммюселеме-султан (1729/1730)[30]
- Рейхане-султан (1720)[24]
- Эмметуллах-султан (17 сентября 1723 — 28 января 1724)[7]
- Назифе-султан (май 1725 — 19 декабря 1764)[31]
- Наиле-султан (май 1725 или декабрь 1724/январь 1725[31] — 10 декабря 1726)
- Эсма-султан (14 марта 1726 — 13 августа 1788) — с февраля 1743 года была замужем за Якубом-пашой (ум. 1744); с июня 1757 года была замужем за великим визирем из династии Мухсинзаде Мехмедом-пашой (1706 — 4 августа 1774)[32].
- Сабиха-султан (26 ноября — 3 декабря 1726)[33]
- Рабия-султан (30 октября 1727 — 4 апреля 1728[24])
- Зюбейде-султан (18 или 29[12] марта 1728 — 4 июня 1756) — с 6 января 1748 года была замужем за Кара Ализаде Сулейманом-пашой (ум. 28 июля 1748); с 6 января 1749 года была замужем за Нуманом-пашой (ум. 1784)[12].
- Зейнеп Асыме-султан (ум. 21 марта 1774) — с мая 1728 года была замужем за Кючюк Мустафой-пашой (ум. 11 февраля 1764); с 1765 года была замужем за великим визирем Мелек Мехмедом-пашой (1720 — 19 февраля 1802)[12].
- Уммюгюльсмюм-султан (1729/1730)[26]
- Уммюхабибе-султан (1729/1730)[34]
- Уммюселеме-султан (1732/1733)[30]
- Эмине-султан (1732/1733[7])
- Сафие-султан — имела дочь Айше (ум. 1753/1754)[20].
- Эсма-султан

## Образы в кино
- «Однажды в Османской империи: Смута» (2012) — актёр Керем Атабейоглу.